# Horst Neißer
Horst F. Neißer (* 30. Juli 1943 in Nürnberg) ist ein deutscher Schriftsteller, Verleger, Bibliothekar, Psychotherapeut.

## Leben
Nach einem Studium der Empirischen Kulturwissenschaft, Psychologie und Germanistik promovierte Neißer 1974 an der Eberhard-Karls-Universität Tübingen mit einer Dissertation zum Thema „Die Anzeigenwerbung: eine Analyse ihrer Motive und möglichen Wirkungen“.
Neißer war seit 1973 im Bibliothekswesen tätig. Er arbeitete bis 1976 als Lektor für die Einkaufszentrale für öffentliche Bibliotheken (heute ekz.bibliotheksservice) in Reutlingen, leitete ab 1978 die Stadtbibliothek Saarbrücken und von 1986 bis 2007 die Stadtbibliothek Köln. Von 1999 bis 2002 war er Präsident der Deutschen Gesellschaft für Informationswissenschaft und Informationspraxis. 2006 gründete er den deutsch-slowakischen Circel-Verlag.
Horst Neißer ist Autor von Sachliteratur, Kurzgeschichten, Fantasy-Romanen, Thrillern. Er lebt in Schwabach (Deutschland) und Voderady (Slowakei).

## Werke
- Die Anzeigenwerbung. Eine Analyse ihrer Motive und möglichen Wirkungen. Dissertation. Tübingen 1974.
- Die Jugendzeitschrift : Ihr Einfluß dargestellt am Beispiel der Bravo. (= Erziehung, praktisch gesehen. 6). Bonz, Fellbach-Oeffingen 1975.
- mit Werner Mezger und Günter Verdin: Jugend in Trance? : Diskotheken in Deutschland. Quelle & Meyer, Heidelberg 1979, ISBN 3-494-00993-7.
- Traumzeiten : Geschichten vom Untergang. Verlag der Handzeichen, Düsseldorf / Sulzbach / Alfeld 1984, ISBN 3-88889-003-9.
- Der Gott der Ameise : Geschichten von Menschen und anderen Leuten. Logos-Verlag, Saarbrücken 1993, ISBN 3-928598-02-3.
- Centratur : Übersetzungen aus den Blauen Buch. List, München u. a.
  - Band 1: Kampf um Hispoltai. List, 1996, ISBN 3-471-78235-4.
  - Band 2: Die Macht der Zeitenwanderer. List, 1997, ISBN 3-471-78236-2.
- Centratur I : Kampf um Hispoltai. völlig überarbeitete Neuauflage. epubli, 2010, ISBN 978-3-86931-346-7.
- Centratur II : Die Macht der Zeitenwanderer. völlig überarbeitete Neuauflage. epubli, 2010, ISBN 978-3-86931-344-3.
- Traumzeiten : Geschichten von Menschen und anderen Leuten. epubli, 2010, ISBN 978-3-86931-350-4.
- Die Welt Verschwörung Band 1: Eine tödliche Familie. Circel, 2012, ISBN 978-3-8442-2744-4.
- Die Welt Verschwörung Band 2: Drachen und Schlangen. Circel, 2012, ISBN 978-3-8442-2747-5.
- Die Ministerin im Banne der Eliten. Circel, 2013, ISBN 978-3-8442-7235-2.
- Georg Ruppelt / Horst Neißer [Hrsg.]: Information und Öffentlichkeit : 1. Gemeinsamer Kongreß der Bundesvereinigung Deutscher Bibliotheksverbände e.V. (BDB) und der Deutschen Gesellschaft für Informationswissenschaft und Informationspraxis e.V. (DGI), Leipzig, 20. bis 23. März 2000, zugleich 90. Deutscher Bibliothekartag, 52. Jahrestagung der Deutschen Gesellschaft für Informationswissenschaft und Informationspraxis e.V. (DGI). Wiesbaden: Dinges und Frick, 2000.